# Gratreuil
Gratreuil település Franciaországban, Marne megyében. Lakosainak száma 21 fő (2022. január 1.). Gratreuil Ardeuil-et-Montfauxelles, Manre, Séchault, Fontaine-en-Dormois, Rouvroy-Ripont és Sommepy-Tahure községekkel határos.

## Népesség
A település népességének változása:
| Lakosok száma | 61   | 55   | 45   | 26   | 30   | 30   | 28   | 25   | 24   | 21   |
|               | 1968 | 1982 | 1990 | 2006 | 2013 | 2015 | 2017 | 2019 | 2020 | 2022 |